# Đại sứ quán Hoa Kỳ tại Jerusalem
Đại sứ quán Hoa Kỳ tại Jerusalem là cơ sở ngoại giao của Hoa Kỳ tại Israel. Đại sứ Hoa Kỳ hiện là David M. Friedman.
Đại sứ quán này được mở tượng trưng vào ngày 14 tháng 5 năm 2018, kỷ niệm lần thứ 70 của Tuyên ngôn Độc lập Israel, thay thế sứ quán ở Tel Aviv. Thứ trưởng Ngoại giao Hoa Kỳ John J. Sullivan, Bộ trưởng Tài chính Steven Mnuchin và Jason Greenblatt cùng Ivanka Trump và chồng bà Jared Kushner đã tham gia lễ khai mạc. Tổng thống Mỹ Donald Trump được kết nối bằng việc truyền tải video.
Đại sứ quán nằm ở quận Arnona của Jerusalem trong các cơ sở phụ trợ của Tổng lãnh sự quán Hoa Kỳ trước đó tại 14 David Flusser, Jerusalem 9378322. Trụ sở của Tổng lãnh sự quán Hoa Kỳ cũ trên đường Agron sẽ vẫn giữ nguyên như vậy trong thời gian này. Có thể mất vài năm để việc di dời hoàn thành. Về lâu dài, việc xây dựng một tòa nhà đại sứ quán mới được lên kế hoạch.

## Bạo lực trong ngày khai mạc
Ít nhất 52 người Palestine bị giết, và 2200 người bị thương trong các vụ đụng độ với quân đội Do Thái, theo lời giới chức Palestine.
Bạo lực xảy ra trong ngày Mỹ khai trương trụ sở sứ quán mới ở Jerusalem vào thời điểm nhiều người chết nhất của các cuộc biểu tình biên giới Gaza 2018, làm người Palestine giận dữ. Họ phản đối việc Mỹ công nhận Jerusalem là cố đô của Israel. Chủ quyền của nhà nước Do Thái đối với Jerusalem không được quốc tế công nhận, và theo hiệp ước hòa bình Israel-Palestine năm 1993, tình trạng cuối cùng của Jerusalem sẽ được thảo luận trong giai đoạn sau của đàm phán hòa bình.